# Marc Höcher
Marc Höcher (* 9. September 1984 in Almelo) ist ein niederländischer Fußballspieler.

## Werdegang
Höcher begann in der Jugend des SV Rietvogels Almelo, bevor er zum Nachwuchs von Heracles Almelo wechselte. Dort bekam er 2001 seinen ersten Profivertrag und spielte im ersten Jahr in der zweiten Mannschaft des Vereins. 2002 kam er zu den Profis, wo er bis 2008 unter Vertrag stand. 2007 wurde er an Helmond Sport verliehen. Nach dem Ende der Leihe wechselte Höcher fest nach Helmond. 2011 unterschrieb er einen Vertrag bei ADO Den Haag, von wo er noch im ersten Jahr an Willem II Tilburg verliehen wurde. Diesem Verein blieb er auch nach Auslaufen des Leihvertrages treu und spielte dort eine weitere Saison, bevor es ihn zu Roda Kerkrade zog.
2015 wechselte er nach Deutschland in die 3. Fußball-Liga zum FC Rot-Weiß Erfurt. In der Saison 2015/16 spielte er dabei sechsmal für die zweite Mannschaft in der Fußball-Oberliga Nordost Staffel Süd und 18 mal in der ersten Mannschaft. Sein nach nur einer Saison auslaufender Vertrag wurde nicht verlängert. Er wechselte daraufhin in sein Heimatland zu Helmond Sport, wo er bereits von 2008 bis 2011 spielte.